# Paw Paws
Paw Paws, os Ursinhos Mágicos é uma série de desenho animado, produzida pela Hanna-Barbera. Estreou em 31 de outubro de 1985 e teve apenas uma temporada, com 21 episódios.

## História
Conta a história de uma tribo de ursos, vestidos como indígenas que vivem se defendendo, sempre com muita confusão, dos seus inimigos, os Meanos. Cavalgam pôneis que podem voar.
Embora sempre foram procurados, nunca foram vistos por ninguém. Defendem os filhotes da floresta.

## Lista de episódios
nomes originais (em inglês)
1. The Big Spill
2. The Wishing Star Crystal
3. The Flying Horse Napper
4. The Creepy Cave Creature
5. Greedy Greenies
6. The Rise of the Evil Spirits
7. The Genie-athalon
8. The Golden Falcon
9. Honey of a Robbery
10. Tot 'em Termi' Nation
11. Waif Goodbye to the Paw Paws
12. The Dark Totem Pole Monster
13. Dark Paw Under Wraps
14. Genie Without a Lamp
15. Egging Dark Paw On
16. Two Heads Are Better than One
17. The Great Paw Paw Turnaround
18. The Lost Lake Monster
19. Totem Time Trip
20. S'no Business
21. The Zip Zap 4-D Trap

## Dubladores

### Nos Estados Unidos
- Susan Blu - Princess Paw Paw
- Ruth Buzzi - Aunt Pruney
- Scatman Crothers - Eugene the Genie
- Leo DeLyon -
- Jerry Dexter -
- Laurie Faso -
- Pat Fraley -
- Billie Hayes -
- John Ingle - Wise Paw
- Tom Kratochvil -
- Mitzi McCall -
- Don Messick - PaPooch
- Howard Morris - Trembly Paw
- Rob Paulsen -
- Thom Pinto - Brave Paw
- Robert Ridgely - Mighty Paw
- Nielson Ross -
- Stanley Ralph Ross - Dark Paw
- Marilyn Schreffler -
- Alexandra Stoddart -
- Frank Welker - Bumble Paw, Totem Bear